# Chaînon Warren
Le chaînon Warren est un massif de montagnes situé dans la chaîne Transantarctique, dans la terre Victoria en Antarctique. Il culmine au mont Guyon à 2 541 mètres d'altitude.

## Histoire
Le chaînon Warren est découvert en 1957 par l'équipe néo-zélandaise de l'expédition Fuchs-Hillary, qui nomme son point culminant « mont Warren » d'après un de ses membres, Guyon Warren ; pour éviter la confusion avec une montagne homonyme, le nom est transposé au chaînon tout entier.